# Lago Charvak
El lago Charvak (en uzbeko: Chorvoq; de چهارباغ Char bagh, "cuatro jardines" en persa) es un embalse de agua en el distrito de Bostanliq, en la parte norte de la región de Taskent, Uzbekistán, que separa las cordilleras de Ugam (norte), Pskem (este) y Chatkal (sur). El embalse se creó mediante la construcción de una presa de piedra de 168 m de altura (central hidroeléctrica de Charvak) en el río Chirchiq, a poca distancia aguas abajo de la confluencia de los ríos Pskem, Ko'ksu y Chatkal en las montañas occidentales de Tian Shan, que proporcionan el principal volumen de agua. Actualmente la confluencia no puede verse y los tres ríos descargan directamente en el Charvak. La capacidad del embalse es de 2 km³.
El lago Charvak es el más alto de los varios embalses del río Chirchiq. Aguas abajo, están el embalse de Khodzhikent y el embalse de Gazalkent, que tienen un área mucho más pequeña.
La construcción de la presa se inició en 1964 y se terminó en 1970. Unos 150 yacimientos arqueológicos quedaron sumergidos bajo el agua cuando se llenó el embalse. Estos yacimientos fueron investigados por el Instituto de Historia y Arqueología de Uzbekistán antes de la construcción de la presa.

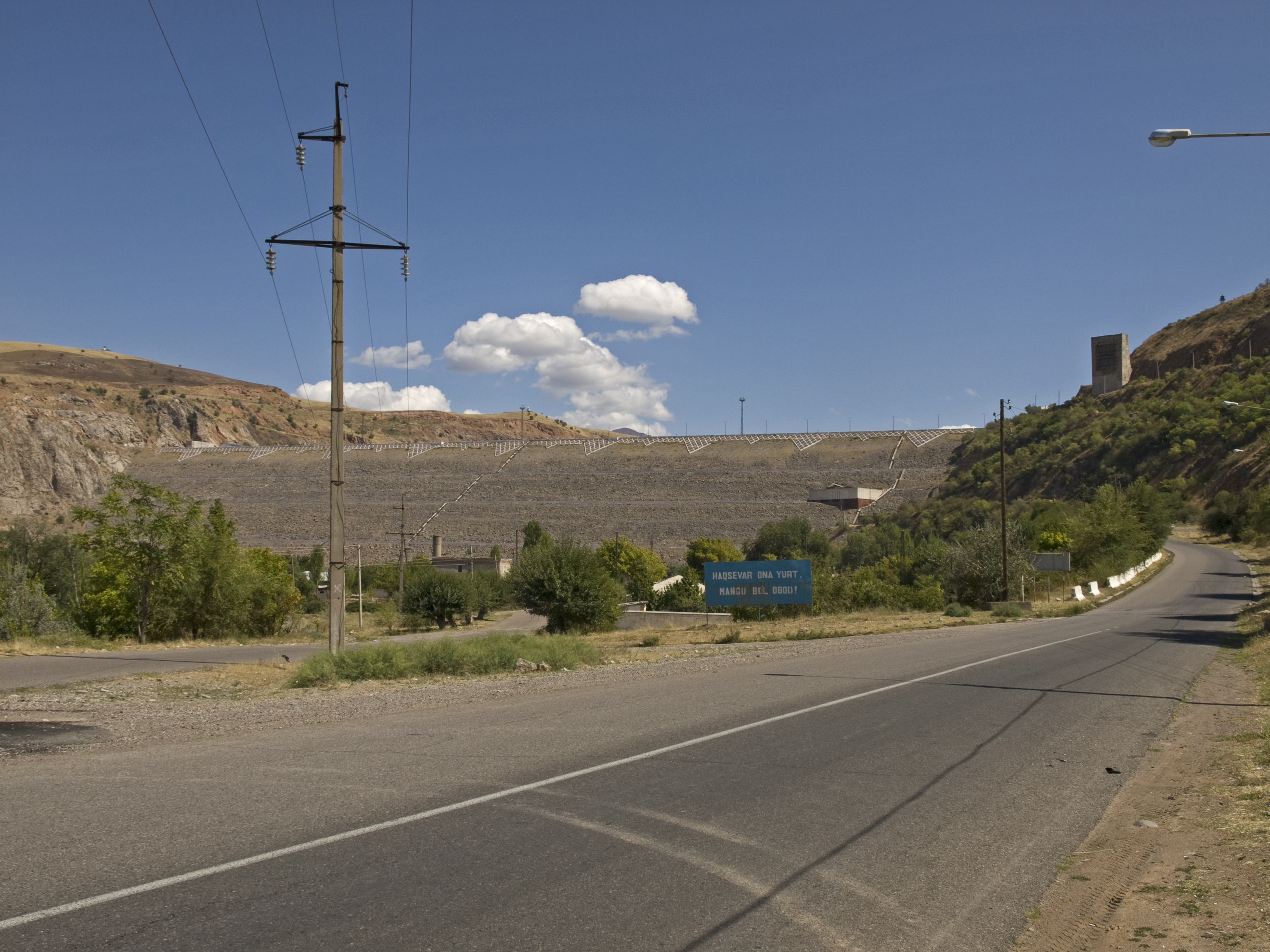
La presa

El lago Charvak es un complejo turístico muy popular en la región de Taskent y miles de veraneantes de todo Uzbekistán y países vecinos visitan el embalse. Los pueblos a orillas del Charvak, como Yusufhona, Burchmulla, Nanay, Chorvoq, Sidjak, Bogustan y sus alrededores, ofrecen una amplia gama de hoteles, dachas y casas para alojar a los turistas. Yusufhona es también un lugar popular entre los parapentistas y ofrece instalaciones para este deporte